# Социален диалект
Социалният диалект (социолект) е езикова разновидност, присъща на повече или по-малко обособени групи, изградени на основата на производствени или други интереси, на социален слой или класа в обществото или субкултура. Според много езиковеди социолектът не е диалект в истинския смисъл на думата.
Социалните диалекти притежават особености в своя речников състав, но споделят граматиката на литературния език или местния териториален диалект. Те биват два основни вида: професионални диалекти и жаргони. Професионалните диалекти съществуват за нуждите на практикуващите дадена професия или занаят, докато жаргоните често са резултат от желанието на определена група съзнателно да се откъсне езиково от основното население.
Жаргоните се разделят на:
- тайни говори
- групови говори
- класови говори - използват от дадена социална група (обикновено привилегирована в обществото), с цел представителите ѝ да подчертаят превъзходството си над останалите. Думи като мерси, пардон, кавалер и дама в миналото са били жаргонни, а употребата им – вследствие на снобизъм, като едва по-късно получават сегашното си по-широко разпространение.